# Prefetti della provincia di Salerno
Elenco dei prefetti della provincia di Salerno.

## Regno d'Italia
- Giovanni Gemelli (fino al 16 luglio 1861)
- Vittorio Zoppi (16 luglio 1861 - 11 settembre 1862)
- Cesare Bardesono di Rigras (14 settembre 1862 - 1º giugno 1865)
- Decoroso Sigismondo (1º giugno 1865 - 13 ottobre 1866)
- Luigi Gerra/Gerza (13 ottobre 1866 - 18 ottobre 1868)
- Francesco Costantin de Magny (??? - 1869)
- Giuseppe Belli (1870 - 1872)
- Achille Basile (??? - 1873)
- Gaetano Cammarota (1874 - 1876)
- Gustavo Millo (??? - 1877)
- Carmine Senise (1878 - 1881)
- Onofrio Galletti (??? - 1882)
- Antonio Cassano (1883 - 1884)
- Giovanni Giura (10 novembre 1884 - 26 febbraio 1890)
- Francesco De Seta (27 febbraio 1890 - 3 dicembre 1890)
- Leopoldo Pacini (4 dicembre 1890 - 13 dicembre 1890)
- Alfonso Conti (25 dicembre 1890 - 31 gennaio 1891)
- Gaetano Pacces (5 marzo 1891 - 4 giugno 1892)
- Pietro Bondi (5 giugno 1892 - 11 marzo 1893)
- Ferdinando Perrino (12 marzo 1893 - 7 marzo 1894)
- Antonio Dell'Oglio (8 marzo 1894 - 13 febbraio 1895)
- Angelo Martina (14 febbraio 1895 - 5 febbraio 1896)
- Francesco Frate (6 febbraio 1896 - 25 aprile 1896)
- Francesco Ovidi (26 aprile 1896 - 2 agosto 1897)
- Lorenzo Fabris (16 agosto 1897 - 9 luglio 1899)
- Guglielmo Mencioli (1º luglio 1899 - 2 febbraio 1901)
- Girolamo Vassallo (3 febbraio 1901 - 13 marzo 1901)
- Giovanni Ferrando (14 marzo 1901 - 14 giugno 1905)
- Raffaele Orso (16 giugno 1905 - 21 aprile 1906)
- Giovanni Arduino Doneddu (22 aprile 1906 - 15 settembre 1906)
- Giovanni Parisini (16 settembre 1906 - 1º novembre 1908)
- Carlo Re (1º novembre 1908 - 18 dicembre 1908)
- Emilio Gorno (20 dicembre 1908 - 1º settembre 1909)
- Riccardo Zoccoletti (2 settembre 1909 - 31 agosto 1911)
- Gennaro Bladier (1º settembre 1911 - 15 agosto 1914)
- Michele Spirito (16 agosto 1914 - 15 dicembre 1916)
- Girolamo Bajardi (16 dicembre 1916 - 24 marzo 1919)
- Decio Cantore (25 marzo 1919 - 4 luglio 1919)
- Umberto Rossi (5 luglio 1919 - 24 agosto 1919)
- Federico Shatelai (25 agosto 1919 - 30 maggio 1920)
- Gaetano Gargiulo (1º giugno 1920 - 9 ottobre 1920)
- Angelo Barbieri (10 ottobre 1920 - 9 dicembre 1921)
- Riccardo Lualdi (10 dicembre 1921 - 20 novembre 1922)
- Giuseppe Siracusa (21 novembre 1922 - 15 luglio 1923)
- Carlo Salmi (13 luglio 1923 - 31 luglio 1924)
- Mauro Bertone (1º agosto 1924 - 9 gennaio 1925)
- Enrico D'Arienzo (10 gennaio 1925 - 30 marzo 1926)
- Canuto Rizzatti (31 marzo 1926 - 15 ottobre 1926)
- Antonio De Biase (16 ottobre 1926 - 15 maggio 1930)
- Ottavio Dinale (16 maggio 1930 - 9 agosto 1930)
- Domenico Soprano (10 agosto 1930 - 31 luglio 1936)
- Carlo Marmo (1º agosto 1936 - 2 aprile 1939)
- Francesco Bianchi (3 aprile 1939 - 4 giugno 1940)
- Massimiliano D'Andrea (5 giugno 1940 - 31 luglio 1943)
- Arturo Vacca De Dominicis (1º agosto 1943 - 16 febbraio 1944)
- Giacinto Volpe (4 marzo 1944 - 4 gennaio 1945)
- Antonio Mascolo (5 gennaio 1945 - 9 ottobre 1946)

## Repubblica italiana
- Attilio Gargiulo (10 ottobre 1946 - 1º gennaio 1947)
- Giuseppe Cocuzza (1º marzo 1947 - 10 maggio 1948)
- Giuseppe Li Voti (10 agosto 1948 - 10 ottobre 1951)
- Francesco Aria (11 ottobre 1951 - 24 ottobre 1954)
- Umberto Mondio (25 ottobre 1954 - 10 ottobre 1961)
- Carlo Germini (11 ottobre 1961 - 25 ottobre 1963)
- Mario Tino (26 ottobre 1963 - 13 giugno 1966)
- Luigi Fabiani (14 giugno 1966 - 14 aprile 1971)
- Salvatore Greco (15 aprile 1971 - 9 settembre 1971)
- Francesco Lattari (10 settembre 1971 - 31 luglio 1974)
- Salvatore Greco (1º agosto 1974 - 15 aprile 1977)
- Mario Marrosu (16 aprile 1977 - 15 gennaio 1978)
- Giuseppe Giuffrida (16 gennaio 1978 - 17 agosto 1981)
- Nestore Fasano (18 agosto 1981 - 31 gennaio 1989)
- Corrado Catenacci (5 febbraio 1989 - 1º settembre 1991)
- Gianni Ietto (2 settembre 1991 - 12 settembre 1993)
- Vincenzo Barbati (13 settembre 1993 - 9 luglio 1995)
- Giuseppe Romano (10 luglio 1995 - 14 luglio 1997)
- Natale D'Agostino (15 luglio 1997 - 30 giugno 1998)
- Efisio Orrù (6 luglio 1998 - 9 luglio 2000)
- Enrico Laudanna (10 luglio 2000 - 29 dicembre 2005)
- Claudio Meoli (30 dicembre 2005 - 17 agosto 2009)
- Sabatino Marchione (18 agosto 2009 - 30 settembre 2011)
- Ezio Monaco (10 gennaio 2012 - 1 aprile 2012)
- Gerarda Pantalone (2 aprile 2012 - 18 gennaio 2015)
- Antonella Scolamiero (25 giugno 2015 - 10 gennaio 2016)
- Salvatore Malfi (11 gennaio 2016 - 24 luglio 2018)
- Francesco Russo (25 luglio 2018 - 1 ottobre 2023)
- Francesco Esposito (dal 2 ottobre 2023)